# Samantha Shelton
Pour les articles homonymes, voir Shelton.
Samantha Shelton, née le 15 novembre 1978 à Los Angeles, est une actrice américaine.

## Biographie
Samantha Shelton est la sœur de l'actrice Marley Shelton. Elle s'est fait connaître par un rôle récurrent dans la série télévisée Amy et est apparue depuis lors dans plusieurs autres séries ainsi que dans quelques films.
Également chanteuse, elle forme le groupe If All the Stars Were Pretty Babies avec l'actrice Zooey Deschanel, duo actif de 2001 à 2005, et interprète en français la chanson The Man with the Big Sombrero avec Michael Andrew pour le film Inglourious Basterds (2009).

## Filmographie

### Cinéma
- 2002 : Laurier blanc : Yvonne
- 2003 : Moving Alan : Emily Manning
- 2005 : Ellie Parker : Rainbow
- 2005 : Shopgirl : Loki
- 2007 : Rise : la rédactrice du LA Weekly
- 2009 : Women in Trouble : la chanteuse

### Télévision
- 2000 : Freaks and Geeks (saison 1, épisode 9) : Heidi Henderson
- 2000-2001 : Amy (série télévisée, 7 épisodes) : Evie Martell
- 2002 : Roswell (saison 3, épisode 16) : Connie Griffin
- 2002 : Charmed (saison 4, épisode 22) : Selena
- 2003 : Les Frères Scott (saison 1, épisode 1) : Reagan
- 2003 : Les Experts : Miami (saison 2, épisode 3) : Crystal Sherwood
- 2006 : Conviction (série télévisée, 3 épisodes) : Diane Kastle
- 2008 : Dr House (saison 5, épisode 10) : Emmy
- 2009 : The Cleaner (saison 2, épisode 8) : Jenny
- 2009 : Castle (saison 2, épisode 6) : Vixen
- 2010 : Les Experts (saison 10, épisode 20) : la fille à la mitraillette
- 2011 : Esprits criminels (saison 6, épisode 19) : Yolanda
- 2011 : Bones (saison 7, épisode 5) : Antonia Lawrence
- 2022 : Minx (saison 2, épisode 5) : chanteuse de salon[3]